# Affaire Mortara

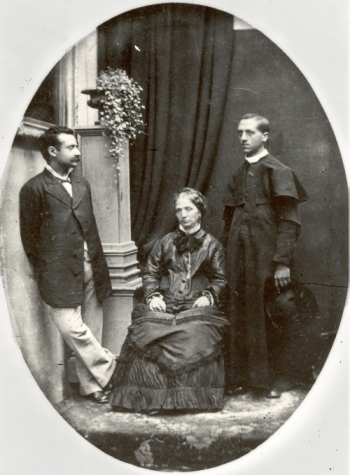
Edgardo Mortara (à droite) avec sa mère, entre 1878 et 1890

Pour les articles homonymes, voir Mortara (homonymie).
L'affaire Mortara est nommée d'après Edgardo Mortara, né à Bologne (États pontificaux), le 27 août 1851 et mort à Bressoux (Belgique), le 11 mars 1940.
Alors qu'il était un garçonnet juif de 6 ans vivant à Bologne, ville des États pontificaux à cette époque, il est enlevé par les autorités papales en 1858 pour être élevé au sein de la religion catholique, ces dernières justifiant cette action par le fait qu'il avait été ondoyé secrètement par sa nourrice catholique.
Cette affaire devint un scandale international.

## Les faits
Le 23 juin 1858, à dix heures du soir, la police pontificale (le lieutenant‑colonel des carabiniers Luigi De Dominicis, le maréchal des logis Lucidi et le brigadier Agostini), accompagnée de représentants des forces de l'ordre (laïc, bras séculier) de Bologne qui faisait alors partie des États de l'Église, fait irruption au 196 via delle Lame, le domicile de la famille juive de Salomone Levi (dit « Momolo ») et Mariana Mortara (née Padovani). Ils réveillent leurs huit enfants (les jumelles Ernesta et Erminia 11 ans, August 10 ans, Arnoldo 9 ans, Edgardo 6 ans, Ercole 4 ans et le bébé Imelda) et s'emparent d'Edgardo, six ans et dix mois, en annonçant aux parents que l'enfant a été ondoyé secrètement par leur ancienne employée, Anna Morisi (habitant à Persiceto), lors d'une maladie. La jeune servante ne « révèle » ce « baptême » que six ans plus tard.

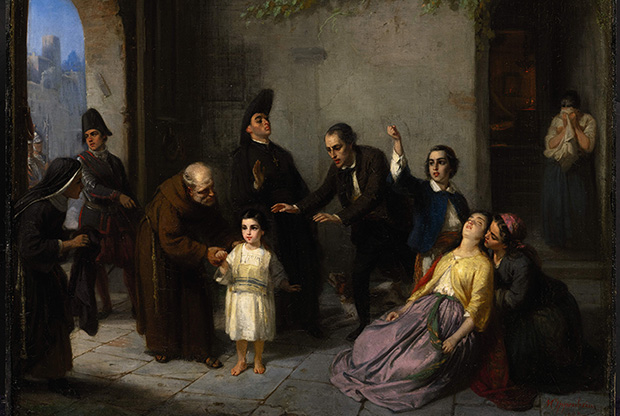
Le rapt d'Edgardo Mortara peint en 1862 par le peintre Moritz-Daniel Oppenheim

Selon la loi des États pontificaux, l'enfant ne peut rester dans une famille juive, car, ayant été baptisé, il aurait été considéré comme apostat, et donc excommunié. Afin de « sauver son âme », l'Église considérait avoir le devoir moral d'empêcher cette apostasie. L'enlèvement a été orchestré par l'inquisiteur de Bologne Pier Gaetano Feletti, père dominicain et neveu du pape, sur ordre de Rome.

Un voisin juif témoigne après avoir été alerté par l’agitation nocturne chez les Mortara : 
« J’ai vu une maman éperdue de douleur, le visage ruisselant de larmes, et un père qui s’arrachait les cheveux, tandis que leurs enfants agenouillés suppliaient les policiers d’avoir pitié d’eux. C’est une scène si poignante que je suis incapable de la décrire ».
Devant les suppliques des parents agenouillés, les gendarmes leur accordent le temps d'intercéder auprès des autorités ecclésiastiques mais le cardinal Feletti reste inflexible. À une heure du matin, le petit Edgardo Mortara est retiré à ses parents et conduit immédiatement à Rome pour être élevé à la Maison des catéchumènes (institut des Néophytes) fondée en 1543 par le pape Paul III, dédiée aux Juifs et musulmans nouvellement convertis au catholicisme et entretenue avec le produit des taxes imposées aux synagogues de l'État papal,, où il reçoit un second baptême en présence de l'inquisiteur Feletti. Au cours du voyage, il est renommé Pio, c'est-à-dire Pie, du nom du souverain pontife et on échange la petite mezouzah qu'il porte autour du cou contre un crucifix,.
Du fait de sa maladie, le nourrisson avait seulement été ondoyé : l'ondoiement est en effet un baptême réservé en cas de danger de mort imminent ; dans ce cas (in articulo mortis), toute personne a le pouvoir de l'administrer, pourvu qu'elle ait l'intention de faire ce que fait l'Eglise  qui consiste en l'effusion d'eau accompagnée de la formule sacramentelle : « Je te baptise au nom du Père et du Fils et du Saint-Esprit. » L'ondoiement doit être complété ultérieurement, si le baptisé survit.

## Répercussions
À l'automne 1858, le journal catholique de Bologne, oubliant les cris et les pleurs de ses parents et de sa fratrie, rapporte que l'enlèvement (appelé « le retrait ») de l'enfant « a été fait avec douceur, uniquement grâce à l'utilisation de la persuasion » et que « chaque fois que la voiture s'est arrêtée dans une ville [sur son chemin vers Rome], la première chose qu'il a demandé était d'entrer dans l'église... montrant la dévotion la plus émouvante », alors qu'Edgardo indiquera plus tard qu'il réclamait ses parents en sanglotant et qu'on lui avait menti, lui disant que ses parents l’attendaient à Rome. Dans la même veine, la revue jésuite du Vatican, La Civiltà Cattolica, affirme qu'Edgardo a montré un « bonheur extraordinaire » en entrant chez les catéchumènes, contrastant avec « l'immense malheur pour ses parents d'être et de vouloir rester Juifs ».
L'article de La Civiltà Cattolica romaine, « Il piccolo neofito Edgardo Mortara », paraît à Bruxelles dans une version française sous forme de brochure, peu de temps après, sous le titre La Vérité sur l'affaire Mortara.
Les protestations reçoivent l'appui d'organisations juives et de personnalités politiques et intellectuelles britanniques, américaines, allemandes et françaises ; à Paris cet épisode, ainsi que d'autres actes antisémites commis, sont le point de départ de la naissance de l'Alliance israélite universelle (AIU).
Il ne se passe pas longtemps pour que les gouvernements de ces pays s'unissent au chœur de ceux qui réclament qu'on rende Edgardo à ses parents. L'empereur des Français Napoléon III proteste lui aussi, avec un poids particulier puisque seules ses garnisons permettent au pape de maintenir le statu quo en Italie.

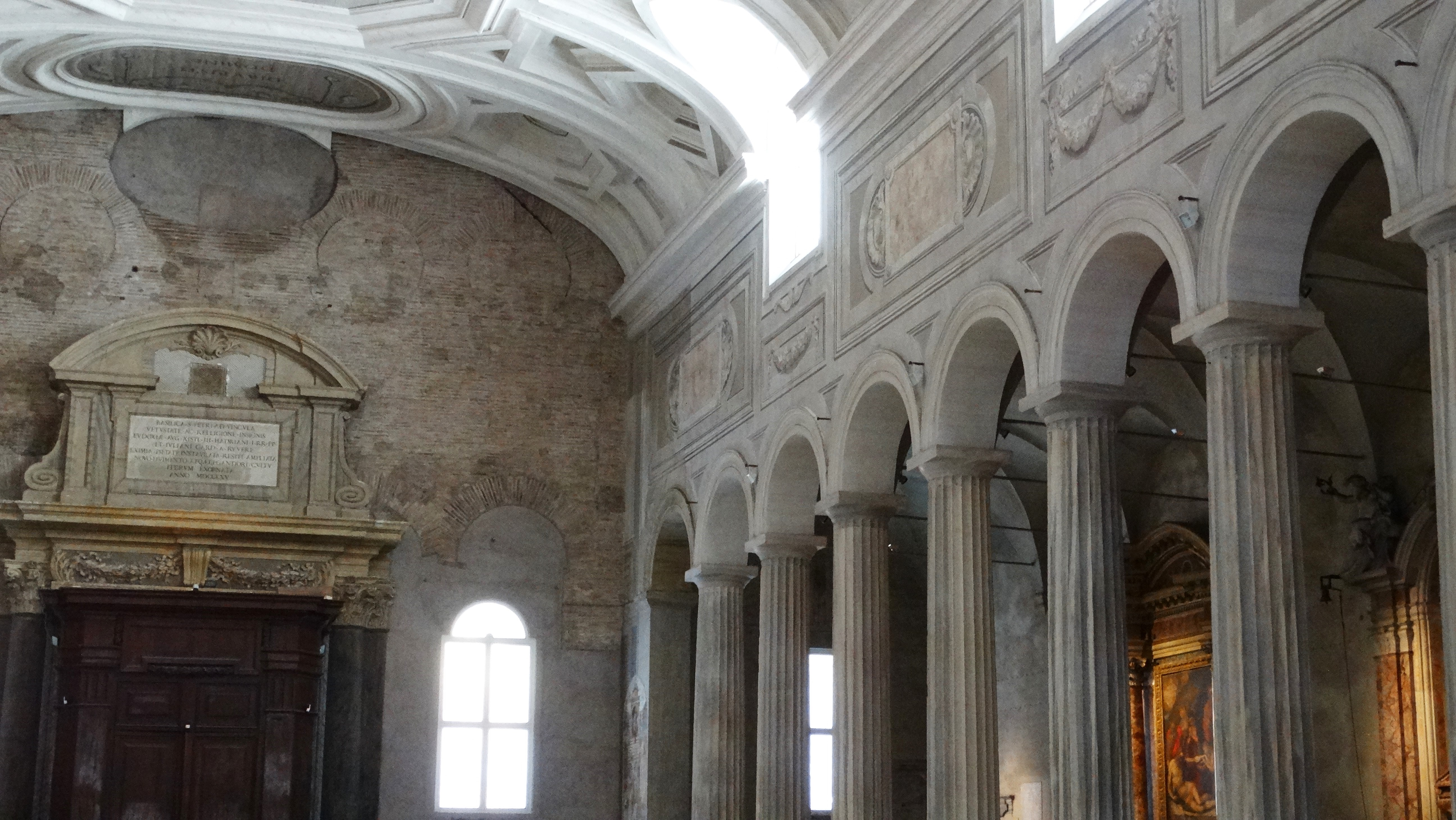
Intérieur de la basilique Saint-Pierre-aux-Liens dans laquelle Edgardo passe plusieurs années après son enlèvement.

Quand une délégation de notables juifs rencontre Edgardo en 1859, celui-ci âgé de 8 ans déclare : « Je ne m'intéresse à rien de ce qu'en pense le monde. » Par ailleurs, il écrit dans ses mémoires : 
« Lorsque j'ai été adopté par Pie IX, tout le monde criait que j'étais une victime, un martyr des jésuites. Mais, en dépit de tout cela, je remercie la Providence qui m'avait ramené à la vraie famille de Jésus-Christ, je vivais heureusement à Saint-Pierre-aux-Liens, et l'Église manifestait ses droits sur mon humble personne, en dépit de l'empereur Napoléon III, de Cavour et des autres grands personnages de la terre. Que reste-t-il de tout cela ? Seulement l'héroïque non possumus du grand Pape de l'Immaculée Conception ». 
Le pape fait participer Edgardo à une autre rencontre pour montrer que le garçon est heureux sous sa protection. En 1865, il déclare : « J'avais le droit et l'obligation de faire pour ce garçon ce que j'ai fait, et si c'était à refaire, je le referais. »
 
Ceux qui soutiennent que le pontife avait agi correctement font remarquer que les parents, contrevenant à une loi précise de l'État pontifical (largement ignorée), avaient engagé une domestique chrétienne (analphabète), Anna Morisi. Celle-ci, voyant le nourrisson (âgé d'un an) sur le point de mourir, l'avait ondoyé en cachette, en guise de baptême improvisé, sur les conseils d'une connaissance, pour éviter qu'il ne finisse dans les limbes. Ce n'est que quelques années plus tard qu'une série de circonstances l'amène à révéler son acte. Elle le confesse à son prêtre qui fait remonter l’information à l'archevêque de Bologne, au cardinal Viale-Prela, à l’inquisiteur officiel (ce dernier convoque la jeune fille et l'interroge), jusqu'au souverain pontife,. L'Église interdisait le baptême des enfants de familles non catholiques, mais elle ajoutait qu'en danger de mort, le sacrement peut être administré, même contre la volonté des parents. 

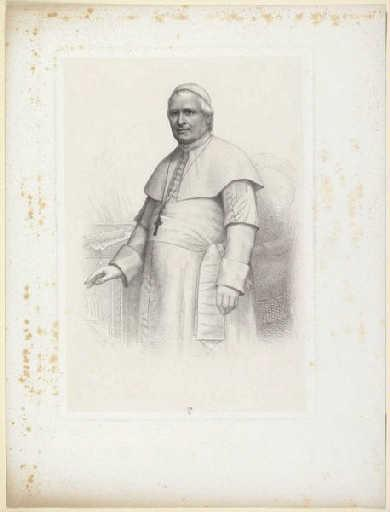
Pie IX en 1863

Les parents Mortara déploient de grands efforts pour tenter de récupérer leur enfant mais l'affaire Mortara s'embrouille dans ces controverses doctrinales et morales, et malgré les appels à ses sentiments de justice et de charité, malgré le rappel des dispositions libérales que le pape avait prises par le passé, il prononce finalement son « Non possumus » (Nous ne pouvons pas) qui devient son leitmotiv. Puisque le baptême était religieusement valable, d'un point de vue catholique, il était du devoir du pape d'assurer à l'enfant une éducation chrétienne (Code de droit canonique, peut. 794 §1), sans tenir compte du fait que l'enfant était déjà marqué par la chair et dans sa chair par son alliance au judaïsme, qu'il n'était pas conscient quand il avait reçu le baptême, ni du désir et de la religion de sa famille d'origine. La validité de cette alliance (visible) à vie chez les Juifs fait écho à celle (invisible) du baptême chez les catholiques, comme le remarque Thomas d'Aquin, pour qui le baptême « configure » une personne au Christ, laissant quelque chose de permanent dans le baptisé ; Augustin compare cela à la marque d'un fer à marquer sur une bête et cette marque serait indélébile. Conformément à la théorie qui subordonne le temporel au spirituel, le pape pense qu'il ne peut agir autrement (Non possumus) et il se comporte en conséquence, cherchant d'abord un compromis avec les Mortara : il essaie de les convaincre de faire entrer le garçon dans un collège catholique de Bologne : ainsi, il serait en contact avec sa famille et à 17 ans, il déciderait librement de son avenir. Il propose même aux parents Mortara une solution qui réunirait toute la famille : le baptême pour entrer tous ensemble (les Mortara et leurs sept autres enfants) dans la maison des Catéchumènes afin de retrouver Edgardo. Évidemment, il ne parvient pas à un tel accord avec les parents et au cours de l'été 1858, l'enfant est conduit à Rome. La presse catholique en conclut qu'en définitive, les parents Mortara tiennent plus au judaïsme qu'à leur fils ou s'ingénient plus à ce que leur fils ne soit pas chrétien qu'à le récupérer :
« Ils font les désespérés, non point parce qu’on leur a temporairement soustrait un de leurs huit enfants ; alors que même ainsi, il leur en reste sept à la maison, mais parce que c’est l’Église catholique qui l’a gagné ». - la Civiltà Cattolica 

## Contexte
À cette époque, les 200 Juifs de Bologne subissent de nombreuses restrictions : 
- ils n'ont pas de synagogue ni de rabbin officiels[1] ;
- ils ne sont pas autorisés à aller à l’université catholique[22] ;
- ils subissent des vexations et humiliations, notamment lors du carnaval du Mardi gras[17] ;
- il leur est interdit d'avoir des employés chrétiens[14],[23] (notamment pour éviter des évènements comme ceux de l'affaire Mortara) ; la famille Mortara avait fait fi de cette loi[18].

## Impact international
La « tragédie »  de la famille Mortara devient bientôt une « affaire » internationale, mais ne parvient jamais devant un tribunal impartial. Les Mortara accumulent les preuves de vices de forme et de machination, font d'innombrables tentatives pour rejoindre et récupérer leur fils, et reçoivent des appuis de nombreux pays d'Europe centrale et orientale :
- des princes comme le comte Alexandre Walewski (fils naturel de Napoléon), ministre français des Affaires étrangères[24], et des souverains catholiques, des hommes d'État comme Napoléon III, François-Joseph d'Autriche[5] ;
- le duc de Gramont, alors ambassadeur de France, transmet un télégramme du ministre Walewski[25] au cardinal Antonelli et obtient une audience auprès du pape en septembre 1858 pour plaider la cause Mortara[26] ;
- Guillaume Ier, roi de Prusse, regrette auprès d'une association juive de ne pouvoir intervenir de crainte qu'une intercession protestante soit mal interprétée ;
- des représentants de l'Église catholique comme l'abbé Delacouture, professeur de théologie, publie une analyse indignée de l'affaire dans le Journal des débats du 15 octobre 1858[27] ;
- les communautés juives de Sardaigne invoquent l'aide de divers gouvernements[5] ;
- l'Alliance protestante[5] ;
- la Société de la Réforme écossaise[5] ;
- l'Alliance chrétienne universelle[5] ;
- et de nombreuses communautés juives, de France, d'Allemagne et de Hollande[5].

Rien ne vient infléchir la décision de Rome qui, au contraire, multiplie les obstacles et les fins de non recevoir. Cette position jugée anachronique isole les États pontificaux et explique en partie l'absence de réaction des États catholiques lors de leur annexion par l'Italie.
Relayant la presse italienne, la presse outre-atlantique s'affole également :  Le New-York Herald décrit l'affaire Mortara comme ayant des « dimensions colossales » ; The Times publie plus de vingt articles sur le sujet en décembre 1858 ; les journaux du Milwaukee ou de Baltimore expriment un soutien similaire et demandent aux États-Unis d'intervenir.

### Procès
Le 3 janvier 1860, l'inquisiteur Feletti est emprisonné par le gouvernement provisoire de la Romagne avec De Dominicis, chef des gendarmes pontificaux puis, après deux mois de détention, il répond à son premier interrogatoire que « les juges de l'Église ne sont assujettis à aucune autre autorité qui lui est inférieure... n'étant pas permis à qui que ce soit de se faire juge des décisions émanant du Siège apostolique en matière de foi et de mœurs ».
Feletti est jugé le 16 avril sur des accusations d'enlèvement du garçon, d'attentat à la tranquillité publique, de soustraction violente et d'abus de pouvoir mais il argue du fait qu'il a agi sur les ordres de Rome et les deux hommes sont acquittés. La procédure laisse dans les archives de nombreux et précieux témoignages.

### Réitération
Malgré le scandale provoqué par l'affaire Mortara dès 1858, Pie IX ne change pas sa politique : six ans plus tard, « en 1864, à Rome, un autre garçon juif de onze ans, Giuseppe Cohen, est attiré sous un subterfuge à la Maison des catéchumènes et ni la mort, sous l'effet du chagrin, d'une de ses sœurs, ni l'intervention de l'ambassadeur de France ne font fléchir le pape et son secrétaire d'État ». L'enfant entre chez les Carmes et ne revoit plus jamais sa famille,.

## Famille Mortara

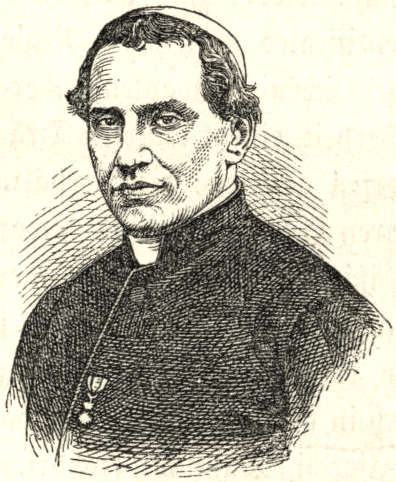
Cardinal Giacomo Antonelli, 1873

Après des protestations internationales, il est concédé à titre exceptionnel (sans précédent) aux Mortara qui après des mois de supplications, ont voyagé jusqu'à Rome, de rendre une visite au petit Edgardo à la maison des Catéchumènes. Les journaux catholiques européens et américains de l'époque présentent l’histoire rapportée par le duc de Gramont après son entrevue avec le pape qui lui parla de la métamorphose « miraculeuse » du garçonnet de six ans, une fois « libéré des griffes » de sa famille juive, qui implorait le recteur des Catéchumènes de ne pas laisser ses parents l’approcher.
Après une tentative infructueuse de kidnapping dans l'autre sens, Edgardo-Pio Mortara est placé sous un faux nom dans un couvent du Tyrol en Autriche.
En 1867, à seize ans, le néophyte, considéré comme un oblat, entre au séminaire de l'ordre des chanoines réguliers du Latran à Poitiers, en vue de devenir prêtre, malgré la promesse faite en 1859 du secrétaire d'État du pape, le controversé cardinal Antonelli, à Sir Moses Montefiore de laisser la liberté de choix au jeune homme à ses dix-sept ou dix-huit ans.

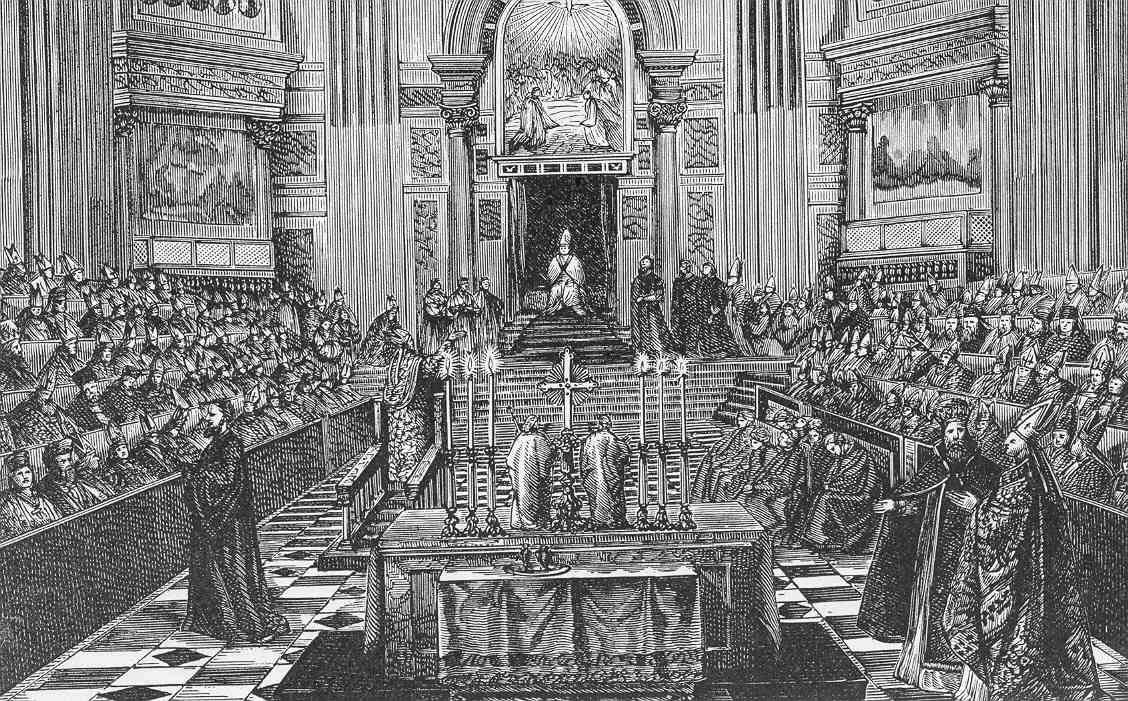
Le premier concile œcuménique du Vatican, convoqué par Pie IX, 1869-70

En 1870, après l'entrée des troupes italiennes à Rome et une entrevue dramatique avec son père et l'un de ses frères, Edgardo choisit de s'enfuir de la ville, avec la complicité de La Marmora, lieutenant-général du roi Victor-Emmanuel II, et se réfugie sous un faux nom au couvent de Neustift au Tyrol.
La même année, il prêche au Ier concile œcuménique du Vatican. Il reçoit les ordres religieux à l'abbaye Notre-Dame de Beauchêne à Cerizay, en 1872. L'année suivante, il est ordonné prêtre catholique dans l'ordre des Augustins et prononce sa première prédication publique à Poitiers, le 25 novembre 1874.
Son père Salomone Mortara meurt précocement en 1871, victime de sa notoriété internationale, après avoir été la cible du parti clérical, et faussement accusé d'avoir jeté une servante par la fenêtre ; après sept mois de prison, il a  été disculpé en appel,.
En 1878, Edgardo-Pio se retrouve à l'abbaye de Mattaincourt dans les Vosges. La même année, sa mère rencontre finalement son fils de 27 ans, après plusieurs années d'attente, à Paris puis à Perpignan où il tente de la convertir au catholicisme, elle et les membres de la famille, et lui conseille de se retirer ensuite au couvent. Devenu chanoine de Latran, sous le nom de « Révérend Père Pio Maria », il est envoyé à partir de 1878 comme « missionnaire pontifical » en Europe, en Italie, dans de nombreuses villes de France, d'Espagne, d'Allemagne : Mayence, Breslau, ; il prêche aussi à New York mais l'archevêque Michael Korrigan fait savoir au Saint Siège en 1897 qu'il s'oppose aux tentatives de Mortara d'évangéliser les Juifs en terre américaine et que son prosélytisme met l'Église américaine dans l'embarras ,. Mortara est un prédicateur hyperpolyglotte (italien, allemand, espagnol, basque, français, latin, grec, hébreu, anglais) et versé dans la culture biblique,.

Il remet à sa mère un portrait de lui en 1881 avec cette dédicace : « Ma mère bénie et bien-aimée ! Puisse Dieu te garder heureuse entourée de l’affection de ton fils bien-aimé Pio-Edgardo, qui t’aime énormément. Venise 15/XI/81 ». Elle meurt en Suisse en 1895 ; auprès de sa famille, Edgardo-Pio l'assiste à ses derniers instants et est présent aux funérailles. Quand la presse italienne publie des reportages sensationnels de sa conversion au catholicisme sur l’insistance de son illustre fils prêtre, il rétablit la vérité dans une lettre au « Temps » :
« J’ai toujours ardemment désiré que ma mère embrasse la foi catholique et j’ai essayé à maintes reprises de l’en convaincre. Néanmoins, elle ne l’a jamais fait, et bien que je me sois tenu à ses côtés pendant son ultime maladie, aux côtés de mes frères et sœurs, elle n’a jamais manifesté le moindre signe de conversion. »
Après la mort de sa mère, il reste en contact régulier avec les membres de sa famille et son portrait trône longtemps sur un mur de la maison de sa sœur Imelda qui veille à ce qu'il ne fasse pas de prosélytisme auprès de ses enfants.
Edgardo-Pio Mortara fut toujours reconnaissant à Pie IX de son action et le considérait comme un saint. Ce pape resta « son ange gardien, son père et protecteur, à qui, après Dieu, il doit tout ». Il écrit : « il m'a aimé comme une mère qui préfère le fils qui l'a fait souffrir le plus ». À travers sa soumission totale à l'Église et à la mémoire de Pie IX, ses écrits montrent qu'en l'absence d'esprit critique, « il n'a jamais compris l'enjeu dont il avait été l'objet dans son enfance, ni l'importance que son enlèvement avait revêtu dans l'histoire des idées politiques du XIXe siècle ».
Il meurt à l'abbaye du Bouhay, à Bressoux, près de Liège, où il s'était retiré depuis 1906, le 11 mars 1940, à l'âge de 88 ans, juste avant l'invasion allemande. Son corps repose dans la sépulture des Chanoines Réguliers du Latran.
Durant la Shoah, une partie de sa famille est assassinée. Jusque de nos jours, ses descendants restent marqués par cette affaire,,.

## Retour sur l'Histoire
L'affaire Mortara contribue en France, « à un renversement de la politique de Napoléon III à l'égard du parti catholique, au renforcement des idées anticléricales et à la création d'institutions destinées à promouvoir les droits individuels face aux pouvoirs de l'Église et de l'État ». En Italie, elle facilita la cause de l'unité italienne et la chute de l'État pontifical.
L'historien catholique René Rémond considère encore en 1976, que cette affaire doit plus à l'anticléricalisme républicain qu'à la « tyrannie romaine » et qu'elle a été déterminante dans l'évolution des idées anti-cléricales au XIXe siècle,. Vingt ans plus tard, l'anthropologue David I. Kertzer (prix Pulitzer 2015) affirme que pour les historiens de l’Église, l’affaire Mortara « a une certaine importance mais que leur intérêt (il cite Giacomo Martina et Roger Aubert) se concentre surtout sur l’impact négatif qu’elle eut sur l’Église ».

## Mémoires falsifiés
En 1888, Edgardo-Pio Mortara avait rédigé ses mémoires en castillan alors qu'il vivait en Espagne, qui donnent un récit de première main des événements autour et après son entrée dans l'Église du Christ. Pour diverses raisons, le manuscrit reste dans les archives après sa mort en 1940. Le journaliste Vittorio Messori les récupère mais sans rien en dire, modifie notablement le texte dans sa traduction en italien publiée aux éditions Mondadori en 2005 sous le titre Io, il bambino ebreo rapito da Pio IX. Il memoriale inedito del protagonista del «caso Mortara», où il met également en valeur la figure d'Israel Eugenio Zolli, grand rabbin de Rome converti au christianisme grâce à l'estime de Pie XII. Les éditions Ignatius Press rendent ensuite ce document disponible en anglais en 2017 avec les mêmes manipulations, sous le titre Kidnapped By The Vatican,,.
L'historien et anthropologue américain David Kertzer, qui consacra un ouvrage à l'affaire Mortara, conteste farouchement l'exactitude des dernières versions de Messori et Ignatius Press, en pointant du doigt des paragraphes entiers ajoutés ou supprimés par rapport à l'original de Mortara (qui lui-même comporte des erreurs historiques vérifiables), où sont notamment effacés les traits violents et antisémites - preuves notamment de la haine et de l'antijudaïsme de l'éducation catholique dont bénéficia Egdardo -, donnant finalement une vision idyllique, du moins heureuse de cette affaire. L'agence Associated Press confirme les conclusions de Kertzer, après avoir retrouvé le texte original en espagnol en avril 2018 et avoir enquêté sur l'affaire.
Il en va de même pour Elèna Mortara, l'arrière-petite-nièce d'Edgardo, professeur de littérature américaine à l'université de Rome Tor Vergata, spécialiste de la littérature du XIXe siècle (lauréate du prix 2016 de l'Association européenne des études américaines), qui conteste même la valeur de la version espagnole du mémoire en tant que document, qui aurait été tapé par quelqu'un d'autre et qui « diffère grandement par le ton des journaux manuscrits de Mortara ». En 2015, elle publie une étude en littérature historique comparée sur l'affaire, en reprenant une pièce de théâtre du créole Victor Séjour, La Tireuse de cartes (The Fortune-Teller), parue en 1859 et basée sur la célèbre affaire Mortara du moment, utilisant des notions d'émancipation en termes religieux et raciaux, reliant le sort des Noirs en Amérique à celle des Juifs en Europe et aux plus grandes batailles pour la liberté et la nation, qui progressaient alors à travers le continent,.

## Précédents et autres cas d'enlèvements pour baptême

### Position des papes
Les enlèvements d'enfants non chrétiens trouvent leur source dans les décisions du quatrième concile de Tolède (633), dont le corpus de droit canon reconnaissait à l'Église le droit « d'arracher à des familles non chrétiennes des enfants oblats, offerts à l'Église en état d'inconscience, invitis parentibus, c'est-à-dire sans l'accord explicite des parents ; il suffisait qu'un chrétien affirmât les avoir baptisés ». Le théologien Thomas d'Aquin considérait au XIIIe siècle que les baptêmes d'enfants juifs n'ayant pas encore l'âge de raison et administrés sans  que leurs parents le souhaitent, sont « contraires aux ressources naturelles de la justice » (Summa Theologiae II-II, 10, 12).
Les papes s'opposèrent souvent sur les interprétations de cette question : au XIIIe siècle, Innocent IV interdit le baptême des enfants de moins de douze ans sans le consentement des parents ; Boniface VIII désapprouva le baptême par traîtrise d'enfants juifs mais considéra qu'il demeurait valide en tous les cas ; au XVe siècle, le prélat Martin V fixa la limite d'âge à 12 ans ; en 1740, Benoit XIV considéra que l'enfant baptisé pouvait être laissé aux parents si ceux-ci s'engageaient à le rendre quand il aurait atteint l'âge convenable de sept ans (et non plus douze) et à condition de ne rien lui enseigner contre la foi catholique ; en 1764, Clément XIII déclara nul un tel baptême et menaça de châtiments celui qui tenterait de baptiser par traîtrise à un enfant juif qui devait être ramené chez des siens,. Néanmoins, les baptêmes subreptices ou forcés continuèrent et restait valable l'édit de 1682, rendu contre les protestants et les Juifs et ordonnant d'élever leurs enfants illégitimes dans la religion catholique.
« Au XVIe siècle, se développa aussi une croyance populaire prétendant que le baptême d'un juif permettait de gagner des indulgences : cette idée est encore invoquée en 1860 par la jeune servante des Mortara pour expliquer son geste »,.

### Série d'enlèvements en Italie
Cette politique a entraîné à travers les siècles de nombreux rapts d'enfants de familles juives ou de familles « infidèles ». Ces enlèvements furent plus nombreux dans les États pontificaux, où le droit ecclésiastique tenait lieu de droit civil et ils se multiplièrent aussi en raison de l'échec des prédications obligatoires auxquelles les Juifs étaient tenus d'assister hebdomadairement (notamment à Rome et Carpentras).
En 1823, le pape Léon XII confirme l'édit sur les Juifs de 1775, tombé alors en désuétude, qui interdit aux juifs d'employer des domestiques chrétiens.
Par ailleurs, s'il y avait eu précédemment de nombreux enlèvements dans les États français du pape et en divers endroits d'Europe, au XIXe siècle, on note une série notable de rapts dans la seule Italie,, :
- 1814 : Saporina de Angeli, à Reggio de Calabre, baptisée par une servante alors que l'enfant était malade[45] ;
- 1817 : enlèvement à Ferrare d'une fillette de six ans baptisée in periculo morris par une servante[52] ;
- 1824 : Davide di Anselmo Tedeschi enlevé de chez lui à Gênes[52] ;
- 1826 : le petit Diena à Modène ;
- 1840 : l'Affaire Montel (affaire franco-romaine)[53] ;
- 1844 : Pamela Maroni à Reggio de Calabre, fille d'Abraham, baptisée par une servante catholique, enlevée et élevée dans la foi catholique jusqu'à l'âge adulte[54] ;
- 1864 : Giuseppe Coen, fils d’un petit cordonnier de Rome (sous Pie IX), enlevé pour être placé dans une maison de catéchumènes puis entré chez les Carmes, sans plus jamais revoir ses parents[17],[30] ;
- et encore d'autres dans le royaume de Piémont-Sardaigne, à Lugo et à Ancône (1826), encore à Modène (1836) ou à Ferrare (1838)[52].

### Soutiens
La position du pape Pie IX fut largement critiquée, bien qu'elle eût également ses soutiens parmi les catholiques ultramontains. Avec l'accord tacite du pape, le journaliste Louis Veuillot justifia ainsi avec violence, dans le journal catholique L'Univers, l'attitude du Vatican. Veuillot accusera les journaux qui défendent l'opinion contraire à la sienne de comploter contre l'Église, d'être « à la solde des Juifs » et les désignera comme la « presse juive ». Ces articles constituent une des premières manifestations de l'antisémitisme moderne.
L'affaire Mortara s'est trouvée à nouveau sous les feux de l'actualité à l'occasion de la béatification du pape Pie IX en 2000 : parmi les opposants les plus farouches à cette décision, on compte les descendants de la famille Mortara, marqués pour plusieurs générations par l'enlèvement du petit Edgard,,,.

### Effet Mortara
En 1861, une autre affaire où Sarah Linnerviel, jeune Française juive de 18 ans, soustraite à sa famille pendant près de deux ans à l'aide d'une série de complicités dont des congrégationnistes jésuites et maristes, provoque la colère de Gustave Rouland, ministre de l'Instruction publique et des Cultes. Dans un rapport à Napoléon III, il dénonce « la légitimité du prosélytisme catholique, c'est-à-dire le droit du prêtre à convertir l'enfant malgré la volonté paternelle. C'est la doctrine Mortara de Rome ».

## Dans les arts et la culture

### Cinéma
- 2023 : L'Enlèvement de Marco Bellocchio[57].

### Théâtre
- En 1859, une pièce du créole Victor Séjour, La Tireuse de cartes (The Fortune-Teller)[58],[59], s'inspire de l'affaire Mortara[39].

### Opéra
- 2010 : Il caso Mortara en deux actes composé par Francesco Cilluffo sur un livret en italien du compositeur lui-même.